# Station Marynowy
Station Marynowy is een spoorwegstation in de Poolse plaats Marynowy.